# Vacanze sulla neve (film 1999)
Vacanze sulla neve è un film del 1999 diretto da Mariano Laurenti. È l'ultima opera cinematografica del regista.

## Trama
Durante una settimana bianca si intrecciano le vicende e i flirt di alcuni giovani vacanzieri ospiti dello stesso hotel.